# Antonio Guevara (bokser)
Antonio Guevara – meksykański bokser, złoty medalista Igrzysk Ameryki Środkowej i Karaibów w Meksyku z roku 1954.

## Kariera
W 1954 roku Guevara zajął pierwsze miejsce w kategorii muszej na Igrzyskach Ameryki Środkowej i Karaibów, które rozgrywane były w Meksyku. W półfinale Meksykanin pokonał na punkty Portorykańczyka José Arellano. W walce o złoty medal pokonał na punkty reprezentanta Wenezueli Ramóna Ariasa.